# Tuxpan (Veracruz)
Tuxpan de Rodríguez Cano of Túxpam is een havenstad in de Mexicaanse deelstaat Veracruz, aan de monding van de Río Tuxpan. Tuxpan heeft 78.523 inwoners (census 2005) en is de hoofdplaats van de gemeente Tuxpan.
De naam komt uit het Nahuatl en betekent 'plaats van de konijnen'.
De stad is de zetel van het rooms-katholieke bisdom Tuxpan.
Belangrijkste bronnen van inkomsten zijn, naast import- en exportactiviteiten aan de haven, de visvangst en het toerisme.

## Geboren in Tuxpan
- Jorge Fons (1939-2022), filmregisseur